# آرزیه
آرزیه (به ایتالیایی: Arsié) یک کومونه در ایتالیا است که در استان بلونو واقع شده‌است.

## خصوصیات
آرزیه ۶۵٫۰ کیلومترمربع مساحت و ۲٬۷۴۸ نفر جمعیت دارد و ۳۱۵ متر بالاتر از سطح دریا واقع شده‌است.